# Batyr Babaýew
Batyr Babaýew (ur. 21 sierpnia 1991) – turkmeński piłkarz grający na pozycji bramkarza. Jest zawodnikiem klubu Ahal FK.

## Kariera reprezentacyjna
W 2019 roku Babaýew został powołany do reprezentacji Turkmenistanu na Puchar Azji.